# Sofia Torvalds
Sofia Torvalds (* 1970 in Helsinki) ist eine finnlandschwedische Schriftstellerin und Journalistin.

## Leben
Sofia Torvalds wurde in Helsingfors (finnisch Helsinki) geboren. Sie studierte Journalistik in einem schwedischsprachigen Studiengang an der Schwedischen Sozial- und Kommunalhochschule und arbeitet heute (2023) in der Redaktion der Zeitschrift Kyrkpressen. Zwei Bücher von ihr wurden mit Preisen der Schwedischen Literaturgesellschaft in Finnland geehrt: Hungrig („Hungrig“) von 2014 und Bliv du hos mig („Bleib du bei mir“) von 2017. 2023 erschien mit Kaféet („Das Café“) ihr erster Roman. Das Manuskript dazu entstand während eines in Karis (Karjaa) von Mia Franck und Monika Fagerholm geleiteten Kurses in kreativem Schreiben.
Torvalds lebt im Stadtteil Stensvik in Esbo (Espoo). Sie ist mit Journalist und Autor Erik Wahlström verheiratet. Die finnlandschwedische Familie hat drei Kinder.

## Veröffentlichungen (Auswahl)
- Hungrig, Schildts & Söderströms, Helsingfors 2013, ISBN 978-951-52-3131-4
- Bliv du hos mig, Schildts & Söderströms, Helsingfors 2016, ISBN 978-951-52-3805-4
- Två kors och en fisk, Fontana Media, Helsingfors, 2017, ISBN 978-951-550-842-3
- Ångestgudinnan, Schildts & Söderströms, Helsingfors 2020, ISBN 978-951-52-5043-8
- Jag längtar mig genom Guds tystnad, Fontana Media, Helsingfors, 2022, ISBN 978-951-55-0877-5
- Kaféet, Förlaget M, Helsingfors, 2023, ISBN 978-952-33-3519-6